# بلال الداوود
بلال الداوود مواليد (26 يوليو 1995 في الأردن - ) هو لاعب كرة قدم أردني يلعب في مركز الهجوم.

## مسيرة اللاعب
لعب سابقاً مع النادي العربي ونادي الرمثا ونادي كفرسوم ونادي الحسين إربد و إحترف في السعودية في نادي الثقبة.